# Крылья Советов (хоккейный клуб)
«Кры́лья Сове́тов» — команда по хоккею с шайбой из Москвы. Клуб был основан в 1947 году, в сезоне 1953/1954 выступал под названием «Зенит». В 2011 году прекратил своё существование в качестве профессионального клуба, но уже в 2016 году был возрождён.
В 1951 году «Крылья Советов» стал первым клубом, выигравшим Кубок СССР, победив в финале ВВС МВО со счётом 4:3. В 1957 году клуб выиграл чемпионат СССР. В 1974 году команда сделала «золотой дубль» победив в чемпионате и Кубке СССР. В 1975 году клуб стал обладателем Кубка европейских чемпионов. В 1989 году «Крылья Советов» завоевали Кубок Лиги.
В 1999 году после вылета в Высшую лигу в названии клуба появилось наименование спонсора «Крылья Советов-ВИЛС». В 2008 году произошёл раскол на МХК «Крылья Советов» и ПХК «Крылья Советов», однако в 2010 году состоялось объединение двух команд. После сезона 2010/2011 проведённого в ВХЛ, клуб был исключён из лиги, не сумев предоставить финансовых гарантий.
В 2016 году было объявлено о возрождении клуба, президентом был назначен воспитанник клуба Алексей Морозов. С сезона 2016/17 клуб выступает в Чемпионате МХЛ (как партнёр «Спартака»).

## История

### 1948—1961 годы: Золотая эпоха Владимира Егорова
История хоккейного клуба «Крылья Советов» началась в 1947 году, когда команду по русскому хоккею, представлявшую футбольно-хоккейный клуб «Крылья Советов» при авиазаводе № 30, решено было переориентировать на канадский хоккей. Играющим тренером команды был Владимир Кузьмич Егоров. Футбольно-хоккейный клуб при 30-м авиазаводе был создан в апреле 1946 года на базе команд мастеров по хоккею с мячом и футболу, ранее базировавшихся на заводе № 45. Курировало клуб добровольное спортивное общество профсоюза работников авиапромышленности «Крылья Советов».
Авиапромышленность была создана в Советском Союзе в 1920-е годы. В 1929 году самолёт АНТ-9, получивший название «Крылья Советов», под командой Михаила Громова с группой журналистов на борту совершил агитационный полёт по европейским столицам для того, чтобы показать всему миру успехи самолётостроения в СССР. Этот показательный рейс, по всей видимости, и дал название добровольному спортивному обществу, а позже и хоккейному клубу.
Домашние матчи «Крылья Советов», как и остальные московские клубы, проводили на стадионе «Динамо». Там где находилась Восточная трибуна была устроена хоккейная коробка.
Первый официальный матч в чемпионатах СССР «Крылья Советов» провели на стадионе «Динамо» 18 декабря 1947 года против московского «Спартака». Победили более опытные спартаковцы 2-1, а первую шайбу в составе «Крылья Советов» забросил Пётр Котов В дебютном для себя сезоне 1947/1948 годов молодая профсоюзная команда «Крылья Советов» заняла 6 место.
В конце 1948 года была расформирована футбольная команда «Крылья Советов», после чего команду по хоккею с шайбой перевели обратно на завод № 45, а футбольно-хоккейный клуб «Крылья Советов» прекратил своё существование.
В сезоне 1948/1949 годов «Крылья Советов» сначала лидировали, а потом прочно удерживались в числе первой пятёрки команд. Финиш чемпионата также удался команде: победа над чемпионом страны ЦДКА, ничьи со «Спартаком» и «Динамо», и, наконец, разгром челябинского «Дзержинца». В итоге 4-е место. Лучшим бомбардиром чемпионата стал Алексей Гурышев с 29 шайбами.
Перед началом сезона 1949/1950 годов клубу удалось серьёзно укрепиться. Состав пополнили опытные Валентин Захаров, Николай Паршин, Леонид Степанов, а также Александр Прилепский, Альфред Кучевский и молодые воспитанники Стадиона Юных Пионеров Генрих Сидоренков и Юрий Пантюхов. «Крыльям Советов» удалось впервые завоевать бронзовые медали, отстав от лидера чемпионата, ЦДКА на 5 очков и пропустив вперёд московских динамовцев.
Наступили 1950-е годы: время побед профсоюзного хоккейного клуба «Крылья Советов». Конкурентами «Крылышек» в борьбе за чемпионский титул и кубок Советского Союза тогда были клубы: ВВС МВО (до своего расформирования в 1953 году), а также ЦДСА и московское «Динамо». Именно эти клубы поделили между собой все медали чемпионатов СССР 50-х годов. В них выступали лучшие на тот момент советские хоккеисты.
В отличие от предыдущих четырёх первенств СССР по хоккею, чемпионат 1950/1951 годов разыгрывался по двухступенчатой формуле. На отборочном этапе в Челябинске «Крылья Советов» финишировали вторыми вслед за московскими динамовцами. В финальном этапе именно с «Динамо» развернулась упорная борьба за второе и третье место. Набрав 13 очков, «Крылышки» заняли третье место. Но первый по-настоящему громкий успех пришёл к команде в розыгрыше кубка (после окончания чемпионата впервые был разыгран кубок СССР). В финале «Крылья Советов» нанесли первое в сезоне поражение команде ВВС МВО, ведомой Всеволодом Бобровым и ставшей незадолго до этого чемпионом СССР. В этом сезоне, 15 февраля 1951 года, был проведён первый телевизионный репортаж в Советском Союзе с хоккейного матча. В тот день на стадионе «Динамо» хоккеисты «Крылья Советов» переиграли московских динамовцев со счётом 4:3 в полуфинале розыгрыша первого кубка СССР.
| 18 февраля 1951 | \| Крылья Советов \| 4 : 3 (1:3, 1:0, 2:0) \| ВВС МВО \| \| 1-0 А. Кучевский 2-3 Л. Степанов 3-3 М. Бычков 4-3 А. Кострюков \| Голы \| 1-1 В. Бобров 1-2 П. Котов 1-3 П. Котов \| | Стадион:Динамо Зрителей: приблизительно 25000 |
| Крылья Советов: вратари Б. Запрягаев, В. Чепыжев; защитники А. Кучевский, А. Кострюков, Н. Нилов; нападающие А. Гурышев, С. Митин (капитан команды), Л. Степанов, В. Захаров, Ю. Пантюхов, Н. Паршин, М. Бычков, Н. Хлыстов. Старший тренер: Владимир Егоров ВВС МВО: вратари Г. Мкртычан, Н. Пучков; защитники А. Виноградов, И. Горшков, П. Жибуртович, В. Тихонов, В. Леонов; нападающие В. Бобров, В. Шувалов, Е. Бабич, А. Викторов, В. Новожилов, П. Котов, А. Стриганов. Играющий тренер и капитан: Всеволод Бобров | |                                               |
| Крылья Советов | 4 : 3 (1:3, 1:0, 2:0) | ВВС МВО                                       |
| 1-0 А. Кучевский 2-3 Л. Степанов 3-3 М. Бычков 4-3 А. Кострюков | Голы | 1-1 В. Бобров 1-2 П. Котов 1-3 П. Котов       |

В сезоне 1951/1952 годов команда провела отборочный этап в Новосибирске без поражений, в финальном этапе «Крылья Советов» боролись за третье место с «Динамо». После первого круга, проиграв очную встречу, «Крылышки» отставали на два очка от динамовцев, однако затем смогли догнать их и опередить на 2 очка. Но поражения в двух последних турах от ВВС МВО и ЦДСА отбросили «Крылья Советов» на 4 место. В розыгрыше кубка СССР команда последовательно переиграла динамовцев Ленинграда — 11:2, команду Петрозаводского государственного университета — 21:0 и армейцев 4:1. В финале «Крылья Советов», как и год назад, встретились с ВВС МВО. Счёт в матче открыл Всеволод Бобров, но после удачного броска Алексея Гурышева счёт вновь стал равным, однако вскоре Виктор Шувалов вывел ВВС вперёд. Во втором периоде Евгений Бабич и Всеволод Бобров довели счет до 4:1 в пользу ВВС. «Крылья Советов» продолжали атаковать и Сергей Митин провел вторую шайбу в ворота лётчиков, а почти сразу после этого был удалён на 5 минут Всеволод Бобров. «Крылышкам», однако, развить успех не удалось, наоборот, они пропустили ещё одну шайбу от Евгения Бабича, но и сами смогли забить — шайбу забросил Михаил Бычков. После возвращения в игру Всеволода Боброва он подхватил шайбу и стремительным рывком вышел на ворота «Крылышек» и в шестой раз шайба оказалась в сетке. Затем хоккеисты ВВС снизили темп, чем сразу воспользовались «Крылья Советов», перехватившие инициативу. Николай Паршин и Анатолий Кострюков сократили разрыв в счёте до минимума, «Крылья Советов» непрерывно атаковали, но прозвучал колокол, известивший об окончании матча.
Финал кубка СССР 1952 года проигранный команде ВВС МВО со счётом 5:6, в котором Всеволод Бобров, отметился хет-триком и принес победу ВВС, послужил прообразом для сцены из фильма «Мой лучший друг генерал Василий, сын Иосифа». В картине уже уставший и травмированный Всеволод Багров на морально-волевых доигрывает матч по просьбе своего друга и покровителя и приносит ВВС победу. После этого Василий Сталин прямо на льду присваивает всем игрокам ВВС новые воинские звания, а Багрову дарит золотые часы.
В следующем сезоне 1952/1953 годов «Крылья Советов» выиграли предварительный турнир в Молотове, но не попали в призёры чемпионата из-за досадного поражения от электростальского «Химика» 3:4, в итоге опять довольствовавшись 4-м местом.
В 1953 году команда поменяла название на «Зенит». Это было связано с объединением Министерства авиационной промышленности и Министерства вооружений в одно Министерство оборонной промышленности СССР 15 марта 1953 года. Месяц спустя — 14 апреля 1953 года на VII пленуме ЦК профсоюза авиационной промышленности, было вынесено постановление: «Считать необходимым и целесообразным объединение профсоюзов рабочих авиационной промышленности и машиностроительной промышленности в один профсоюз — профессиональный союз рабочих оборонной промышленности». ДСО Крылья Советов было включено в ДСО «Зенит», и хоккейный клуб также был переименован. Но уже 24 августа 1953 года постановлением Совета Министров вновь образовано Министерство авиационной промышленности СССР. Решением Секретариата ВЦСПС от 4 декабря 1953 г. профсоюз рабочих оборонной промышленности был разделён на профсоюз рабочих авиационной промышленности и профсоюз оборонной промышленности. Было восстановлено ДСО «Крылья Советов» и клубу вернули его историческое название.
1 января 1954 года «Крылья Советов» впервые провели международную встречу, был обыгран шведский АИК со счётом 5:0. В розыгрыше чемпионата 1953/1954 годов команда выиграла бронзовые награды. В финале кубка СССР «Крылья Советов» встретились с ЦДСА. В первом матче основное время победителя не выявило — 3:3. Было назначено дополнительное время. В один из моментов Пётр Котов вышел один на один с вратарём ЦДСА, но броска по воротам не последовало, потому что ему в ноги была брошена клюшка. Штрафной бросок тоже не был назначен, так как судьи зафиксировали положение «вне игры». Вскоре армейцы провели четвёртую шайбу, и игра была прекращена. Однако результат был опротестован и протест был удовлетворён Всесоюзной хоккейной секцией, на следующий день оба претендента на кубок вновь вышли на лёд. В середине первого периода защитник армейцев Дмитрий Уколов открыл счёт, но Николаю Хлыстову удалось провести ответную шайбу. Прошло ещё несколько минут и армейцы после броска Ивана Трегубова вновь вышли вперёд. В начале второго периода Николай Сологубов провёл третью шайбу. За несколько секунд до конца встречи Алексей Гурышев использовал численное большинство, забив свой «дежурный» гол. Победили армейцы 3:2.
На этом сезон для некоторых игроков не закончился. Сборная страны впервые отправилась на чемпионат мира в Стокгольм, где сенсационно заняла первое место. В её составе первыми советскими чемпионами мира и Европы по хоккею с шайбой стали игроки: Альфред Кучевский, Алексей Гурышев, Михаил Бычков, Николай Хлыстов и тренер Владимир Егоров.
Перед началом сезона 1954/1955 годов клуб пополнили Виктор Пряжников и Владимир Гребенников из электростальского клуба имени К. Маркса, которые значительно усилили вторую тройку нападения. Стартовала команда удачно, переиграв в одном из первых туров чемпиона страны прошлого года московское «Динамо» со счётом 4:1. В пятом туре «Крылышки» встретились с ЦСК МО, оба коллектива к этому времени имели по 8 очков из 8 возможных и возглавляли турнирную таблицу. Армейцы играли в три смены и больше отдыхали, в то время как «Крылья Советов» имели только два состава, это и сказалось по ходу матча завершившегося со счётом 2:0 в пользу ЦСК МО. Чемпион страны 1955 года определился также в очном противостоянии с армейцами в матче второго круга. В случае победы «Крылышек» у команд было бы одинаковое количество очков и вероятнее всего пришлось бы проводить золотой матч, а армейцев устраивала и ничья. Первыми открыли счет «Крылышки», шайбу забил Владимир Гребенников, но потом армейцам Евгению Бабичу и Юрию Копылову удалось забросить две шайбы. Набрав одинаковое количество очков с московским «Динамо», «Крылья Советов» завоевали серебряные медали благодаря лучшей разнице забитых и пропущенных шайб. Лучшим бомбардиром чемпионата стал Алексей Гурышев с 41 шайбой.
В январе 1956 года сборная СССР по хоккею впервые стала олимпийским чемпионом на играх в Кортина-д’Ампеццо. В составе национальной команды олимпийскими чемпионами, а также двукратными чемпионами мира и трёхкратными чемпионами Европы стали игроки: Альфред Кучевский, Алексей Гурышев, Николай Хлыстов и тренер Владимир Егоров.
Ввиду того, что сборная готовилась к олимпиаде, хоккеисты «Крыльев Советов», так же, как и хоккеисты ЦСК МО и «Динамо», включились в розыгрыш чемпионата 1955/1956 в феврале, после триумфального возвращения с Олимпиады. Уже в первом матче 15 февраля 1956 года на стадионе имени Кирова в Ленинграде, «Крылышки» столкнулись с упорным сопротивлением местного «Авангарда». Ленинградцы постоянно вели в счете и только благодаря большому напряжению сил «Крылышкам» удалось свести матч вничью — 2:2. Игры чемпионата на естественном льду продолжались до 31 марта, а затем был введён в строй первый в СССР каток с искусственным льдом — «Сокольники», что позволило продлить чемпионат до конца мая. Под конец чемпионата из-за очень плотного графика «Крылья Советов» перешли на игру в 3 тройки нападающих. В команде дебютировали молодые воспитанники стадиона Юных Пионеров — Евгений Грошев и Юрий Цицинов. В том сезоне команда завоевала серебряные медали, а Владимир Гребенников с 46-ю шайбами стал лучшим бомбардиром чемпионата, это стало прелюдией к настоящему триумфу 1957 года.
В первом матче чемпионата 1956/1957 годов «Крылья Советов» потерпели поражение от ЦСК МО 5:8, но затем начали одерживать победы одну за другой. Переиграв все остальные команды, участвовавшие в чемпионате, «Крылышки» вновь встретились с армейцами в решающем матче второго круга. Команду Анатолия Тарасова, у которой было лишь одно потерянное очко, устраивала и ничья. Счёт в матче открыл армеец Владимир Брунов. «Крылья Советов» отыгрались благодаря шайбе Анатолия Киселёва, но Брунов оформил дубль, и впереди снова оказался ЦСК МО. Во втором периоде Михаил Бычков во второй раз сравнял счёт в матче, и инициатива перешла уже к профсоюзным хоккеистам. Победный гол, ставший в итоге «золотым», получился курьёзным. После прострела вдоль ворот шайба попала в ногу защитника армейцев Ивана Трегубова и рикошетом залетела в сетку ворот ЦСК МО. Так «Крылья Советов» после двух предыдущих «серебряных» сезонов впервые в своей истории стали чемпионами СССР.
Чемпионы СССР 1957 года — «Крылья Советов» (Москва)
Вратари: Борис Запрягаев, Юрий Овчуков; защитники: Анатолий Кострюков, Альфред Кучевский (3 гола), Александр Прилепский (11), Борис Седов, Анатолий Сорокин; нападающие: Михаил Бычков (31), Владимир Гребенников (21), Евгений Грошев (9), Алексей Гурышев (32), Анатолий Киселев (11), Пётр Котов, Сергей Митин (7), Виктор Пряжников (17), Николай Хлыстов (15), Юрий Цицинов (5). Старший тренер: Владимир Егоров.
Лучшим бомбардиром чемпионата стал Алексей Гурышев (32 шайбы).
После завоевания золотых медалей клуб покинули: Юрий Овчуков, отправившийся служить в СКА МВО, а также Пётр Котов, Николай Паршин и Анатолий Кострюков, завершившие карьеру, состав профсоюзных хоккеистов пополнили вратарь Евгений Ёркин из подмосковной «Электростали», защитник Эдуард Иванов из московского «Химика» и Юрий Масленников. В сезоне 1957/1958 годов «крылышкам» повторить успех не удалось. Клуб лидировал, но в последнем матче уступил московским армейцам и занял второе место, а Алексей Гурышев с 40 шайбами в очередной раз стал лучшим бомбардиром чемпионата.
В чемпионате СССР 1958/1959 команда завоевала бронзу, набрав одинаковое количество очков с «Динамо», «Крылья Советов» заняли третью строчку в турнирной таблице из-за поражений с крупным счётом в конце сезона и, как следствие этого, худшей разницы шайб. Евгений Грошев был включён в символическую «Команду звёзд» советского хоккея образца 1959 года.
Чемпионат 1959/1960 впервые был проведён по системе плей-офф. На предварительном этапе профсоюзные хоккеисты заняли 2-е место в Московской подгруппе. В 1/8 и 1/4 финала клубом были обыграны свердловский «Спартак» и ленинградский СКВО соответственно, но в полуфинале «Крылья Советов» ничего не смогли противопоставить ЦСК МО, а в матче за 3-е место переиграли московский «Локомотив» 7:3 и 8:4 и завоевали комплект бронзовых наград. В составе команды впервые появились Игорь Дмитриев и Василий Возвышаев.
Формула розыгрыша чемпионата 1960/1961 годов была изменена, теперь из двух групп в финальную стадию выходили по 3 команды. «Крылья Советов» начали чемпионат в подгруппе А, в которой после окончания предварительного этапа заняли 1 место, набрав 30 очков. Но в финале профсоюзные хоккеисты заняли лишь 4 место. Посчитав 4 место неудовлетворительным результатом, руководство клуба отправило в отставку главного тренера Владимира Егорова. Вместе с ним команду покинула большая группа основных игроков завершивших карьеру: Борис Запрягаев, Альфред Кучевский, Борис Седов, Алексей Гурышев, Николай Хлыстов.

### 1962—1970 годы: Крепкие середняки
В 1961 году клуб перешёл в ведение 500-го завода и стал базироваться на стадионе «Красный Октябрь» в Тушино. Под руководством нового главного тренера Сергея Митина начался процесс омоложения состава. Дебютировали на льду Александр Зарубин, Владимир Леонов, Юрий Глазов.
По итогам сезона 1961/1962 «Крылья Советов» заняли 5 место, отстав от лидера чемпионата, московского «Спартака», на 7 очков, Евгений Грошев с 38 шайбами стал лучшим бомбардиром чемпионата и был включён в символическую «Команду звёзд» советского хоккея. В следующем чемпионате 1962/1963 годов клуб занял 6-е место.
В марте 1964 года Сергей Митин покинул пост главного тренера команды, уступив его Александру Виноградову. Он, как и Сергей Митин, пробыл на посту главного тренера около трёх лет, но не смог добиться каких либо существенных успехов.
В сезоне 1963/1964 годов весьма спокойная позиционная борьба с горьковским «Торпедо» за 6—7 место закончилась тем, что «Крылышки» финишировали седьмыми. В команде продолжался процесс смены поколений — по ходу сезона из состава были выведены Евгений Ёркин и Владимир Гребенников, а на льду дебютировали молодые игроки — Александр Пашков, Владимир Ивашин, Александр Мартынюк, Владимир Городецкий. В чемпионате СССР 1964/1965 годов клуб финишировал на 6-м месте.
Летом 1965 года команду покинули Юрий Долягин, Николай Карпов, Анатолий Игнатов, Виктор Пряжников, Валерий Ярославцев, пополнили состав Крылышек молодой воспитанник клуба Владимир Петров, Валерий Гущин и Владимир Марков из ярославского «Мотора», Анатолий Рыжов и Рауф Булатов из московского «Спартака», Анатолий Рагулин и Владимир Дианов из калининского СКА МВО. Выше 6-го места в первенстве 1965/1966 годов команда подняться не смогла.
В ходе сезона 1966/1967 годов в команду вернулся Владимир Егоров. Под его руководством клуб провёл 13 матчей без поражений и даже претендовал на бронзу, но поражения на финише принесли команде лишь 5-е место.
Буквально за несколько дней до старта чемпионата страны между «Крыльями» и ЦСКА произошёл обмен игроками. Взамен вратаря Александра Пашкова и форварда Владимира Петрова клуб получил вратаря Владимира Полупанова и защитника Николая Подкопаева. В розыгрыше 1967/1968 годов команда заняла 8 место. В следующем сезоне 1968/1969 годов, «Крылышки» смогли пробиться во второй этап, но заняли только 6-е последнее место.
После неудачного старта в чемпионате 1969/1970, Владимира Егорова сменил Александр Прилепский. Команда так до конца сезона и не показывала хорошей игры, избежав стыковых игр за право играть на будущий год в Высшей лиге только благодаря лучшей разнице забитых и пропущенных шайб.

### 1971—1982 годы: Возрождение с Борисом Кулагиным
С приходом на тренерский мостик Бориса Павловича Кулагина в 1971 году началось возрождение «Крыльев». Вместе с ним в команду пришла легендарная тройка Лебедев — Анисин — Бодунов, а также Сергей Капустин и Юрий Терехин. В первом сезоне под его руководством команда заняла 4-е место, отстав на 4 очка от бронзового «Спартака» и обнадёжив своей игрой болельщиков.
В межсезонье в коллектив вернулись отслужившие в армейских хоккейных клубах Юрий Тюрин и Сергей Глухов, также состав пополнили Сергей Котов и Владимир Репнев из киевского Динамо.
В чемпионате 1972/1973 годов клуб после долгого перерыва выигрывает бронзовые награды. На домашнем чемпионате мира 1973 года в Москве чемпионами мира и Европы в составе сборной команды становятся Александр Сидельников, Вячеслав Анисин, Юрий Лебедев и Александр Бодунов.
Борис Кулагин продолжал усиливать команду, пригласив перед началом сезона Валерия Кузьмина, Константина Климова, а также стал привлекать в основной состав Геннадия Маслова и Виктора Вахрушева.
В сезоне 1973/1974 годов «Крылья Советов» второй раз в своей истории становится сильнейшей командой СССР. Победив в чемпионате с солидным преимуществом, к золотым медалям чемпионов Советского Союза был добавлен Кубок СССР. В финале было повержено «Динамо» со счётом 4:3.
Чемпионы и обладатели Кубка СССР 1974 года — «Крылья Советов» (Москва):
Вратари: Владимир Мышкин, Александр Сидельников, Андрей Чирков; защитники: Алексей Андреев (1 гол + 0 передач, 4 минуты штрафа), Сергей Глухов (4+6, 6), Виктор Кузнецов (7+3, 10), Игорь Лапин (2+5, 14), Юрий Терехин (2+1, 12), Юрий Тюрин (0+2, 14), Юрий Шаталов (2+1, 18); нападающие: Вячеслав Анисин (22+24, 22), Александр Бодунов (20+16, 20), Виктор Вахрушев (2+0, 0), Игорь Дмитриев (6+3, 14), Александр Зотов, Сергей Капустин (12+8, 26), Константин Климов (20+16, 26), Сергей Котов (16+9, 6), Евгений Кухарж (6+0, 2), Юрий Лебедев (22+8, 12), Геннадий Маслов (2+1, 0), Владимир Мосин (1+1, 0), Владимир Расько (6+7, 6), Владимир Репнёв (9+10, 32).
Старший тренер: Борис Кулагин.
Лучшим бомбардиром чемпионата СССР 1974 года стал Вячеслав Анисин — 48 очков.
В том же сезоне «Крыльям» был вручён приз «Справедливой игры», а приз «Три бомбардира» — самой результативной тройке — достался Ю. Лебедеву — В. Анисину — А. Бодунову.
На чемпионат мира в Финляндию весной 1974 года едут Александр Сидельников, Юрий Шаталов, Виктор Кузнецов, Сергей Капустин, Вячеслав Анисин, Юрий Лебедев, Владимир Репнёв, Александр Бодунов и вместе с Борисом Кулагиным в составе сборной выигрывают золотые медали чемпионов мира и Европы.
В сезоне 1974/1975 команда завоевывает серебро, потеряв очки с аутсайдерами и пропустив вперед ЦСКА.
На чемпионат мира в Германию отправляются за золотом Вячеслав Анисин, Сергей Капустин, Юрий Лебедев, Юрий Тюрин под руководством Бориса Кулагина.
В декабре 1975 года команда, усиленная спартаковцами Александром Якушевым, Виктором Шалимовым, Владимиром Шадриным и Юрием Ляпкиным, участвует вместе с ЦСКА в первой серии игр между СССР и НХЛ на уровне клубов.
| 29 декабря 1975                                                                       | \| Питтсбург Пингвинз \| 4 : 7 (0:4, 3:2, 1:1) \| Крылья Советов \| \| 25:35 1-5 Пьер Ларуш 26:53 2-6 Рон Шок 34:52 3-6 Барри Уилкинс 43:02 4-7 Лью Моррисон \| Голы \| 01:45 0-1 Вячеслав Анисин 04:33 0-2 Владимир Шадрин 12:10 0-3 Виктор Шалимов 15:25 0-4 Александр Якушев 21:39 0-5 Владимир Шадрин 26:02 1-6 Владимир Репнёв 40:30 3-7 Юрий Ляпкин \| | Сивик Аудиториум Зрителей: 13218 |
| Питтсбург Пингвинз                                                                    | 4 : 7 (0:4, 3:2, 1:1) | Крылья Советов |
| 25:35 1-5 Пьер Ларуш 26:53 2-6 Рон Шок 34:52 3-6 Барри Уилкинс 43:02 4-7 Лью Моррисон | Голы | 01:45 0-1 Вячеслав Анисин 04:33 0-2 Владимир Шадрин 12:10 0-3 Виктор Шалимов 15:25 0-4 Александр Якушев 21:39 0-5 Владимир Шадрин 26:02 1-6 Владимир Репнёв 40:30 3-7 Юрий Ляпкин |

| 4 января 1976 | \| Баффало Сэйбрз \| 12 : 6 (4:2, 5:2, 3:2) \| Крылья Советов \| \| 06:10 1-0 Жоселин Говремо 07:10 2-0 Жильбер Перро 11:32 3-0 Терри Мартин 14:23 4-1 Терри Мартин 24:32 5-2 Джим Лоренц 25:32 6-2 Рене Робер 28:26 7-3 Джерри Кораб 31:44 8-4 Дэнни Гэйр 33:17 9-4 Питер Макнэб 49:41 10-5 Фред Стэнфилд 54:04 11-6 Дэнни Гэйр 58:04 12-6 Брайан Спенсер \| Голы \| 13:45 3-1 Владимир Репнёв 19:16 4-2 Сергей Капустин 25:59 6-3 Владимир Репнёв 28:40 7-4 Виктор Шалимов 43:28 9-5 Сергей Капустин 51:32 10-6 Юрий Лебедев \| | Баффало Мемориал Аудиториум Зрителей: 16433 |
| Баффало Сэйбрз | 12 : 6 (4:2, 5:2, 3:2) | Крылья Советов |
| 06:10 1-0 Жоселин Говремо 07:10 2-0 Жильбер Перро 11:32 3-0 Терри Мартин 14:23 4-1 Терри Мартин 24:32 5-2 Джим Лоренц 25:32 6-2 Рене Робер 28:26 7-3 Джерри Кораб 31:44 8-4 Дэнни Гэйр 33:17 9-4 Питер Макнэб 49:41 10-5 Фред Стэнфилд 54:04 11-6 Дэнни Гэйр 58:04 12-6 Брайан Спенсер | Голы | 13:45 3-1 Владимир Репнёв 19:16 4-2 Сергей Капустин 25:59 6-3 Владимир Репнёв 28:40 7-4 Виктор Шалимов 43:28 9-5 Сергей Капустин 51:32 10-6 Юрий Лебедев |

| 7 января 1976                               | \| Чикаго Блэкхокс \| 2 : 4 (1:1, 0:3, 1:0) \| Крылья Советов \| \| 09:11 1-1 Дик Редмонд 47:44 2-4 Деннис Халл \| Голы \| 08:46 0-1 Юрий Терехин 24:03 1-2 Сергей Капустин 28:41 1-3 Виктор Шалимов 37:13 1-4 Юрий Ляпкин \| | Чикаго Стедиум Зрителей: 16433                                                                  |
| Чикаго Блэкхокс                             | 2 : 4 (1:1, 0:3, 1:0) | Крылья Советов                                                                                  |
| 09:11 1-1 Дик Редмонд 47:44 2-4 Деннис Халл | Голы | 08:46 0-1 Юрий Терехин 24:03 1-2 Сергей Капустин 28:41 1-3 Виктор Шалимов 37:13 1-4 Юрий Ляпкин |

| 10 января 1976          | \| Нью-Йорк Айлендерс \| 1 : 2 (0:0, 1:2, 0:0) \| Крылья Советов \| \| 34:59 1-1 Брайан Тротье \| Голы \| 26:31 0-1 Виктор Шалимов 39:46 1-2 Вячеслав Анисин \| | Нассау Ветеран Мемориал Колизеум Зрителей: 14865   |
| Нью-Йорк Айлендерс      | 1 : 2 (0:0, 1:2, 0:0) | Крылья Советов                                     |
| 34:59 1-1 Брайан Тротье | Голы | 26:31 0-1 Виктор Шалимов 39:46 1-2 Вячеслав Анисин |

После окончания Суперсерии ЦСКА и «Крылья Советов» по просьбе её организаторов сошлись в очном поединке в Вашингтоне.
| 12 января 1976                                                | \| ЦСКА \| 7 : 7 (4:1, 0:4, 3:2) \| Крылья Советов \| \| Александров Попов Харламов Мальцев Михайлов Кутергин Васильев \| Голы \| Шадрин Ляпкин Котов Лебедев Терехин Репнёв \| | Кэпитал сентер                             |
| ЦСКА                                                          | 7 : 7 (4:1, 0:4, 3:2) | Крылья Советов                             |
| Александров Попов Харламов Мальцев Михайлов Кутергин Васильев | Голы | Шадрин Ляпкин Котов Лебедев Терехин Репнёв |

В феврале 1976 года сборная страны под руководством Бориса Кулагина побеждает на олимпийских играх в Инсбруке. Олимпийскими чемпионами становятся Александр Сидельников, Сергей Бабинов и Сергей Капустин.
В 1976 году из клуба ушёл Борис Кулагин, решивший сосредоточиться на работе в сборной команде страны. Главным тренером стал Игорь Тузик.
Перед началом чемпионата 1976/1977 команда оказалась в трудном положении. Вслед за Борисом Кулагиным клуб покинула большая группа ведущих хоккеистов: Вячеслав Анисин и Виктор Кузнецов отправились в ЦСКА, в Липецк уехал Константин Климов, вернулся в Казань Геннадий Маслов, а в Воскресенск перешёл Игорь Лапин. Пополнили состав клуба — демобилизовавшийся из СКА МВО Евгений Зимин и Игорь Ромашин. Сезон «Крылья Советов» завершили на 7-м месте, временами показывая хорошую игру.
В феврале 1977 года хоккеисты «Крылья Советов» стали обладателями Кубка европейских чемпионов. По условиям проведения турнира, «Крылья Советов» начали выступления с полуфинала, переиграв в двухматчевом противостоянии «Динамо» (Вайсвассер) (4:1, 4:3). В финале команде предстояло помериться силами с чехословацким клубом «Дукла». Фаворитом считался чехословацкий клуб, незадолго до этого нанесший поражение ЦСКА со счетом 5:4 в решающем матче Спартакиады дружественных армий и боровшийся за золотые награды в первенстве ЧССР.
Первый матч был проведён 17 февраля 1977 года на зимнем стадионе Йиглавы. На десятой минуте Франтишек Черник, реализовав численное большинство, вывел «Дуклу» вперед. На 31-й минуте хозяева льда снова использовали численный перевес, а ещё через две минуты Владимир Вейт провёл третью шайбу при численном перевесе «Дуклы». Но профсоюзные хоккеисты продолжили играть в свой хоккей, атакуя ворота соперников, и уже к концу второго периода Виктор Тюменев сократил разрыв в счёте, а за четыре минуты до окончания игры Юрий Лебедев провёл вторую шайбу.
Через день, 19 февраля 1977 года, соперники встретились в повторном матче проходившем в спортивном дворце ЦСКА. «Крылышки» развили стремительное наступление на ворота чехословаков с первых минут встречи. Уже на четвёртой минуте Владимир Расько заставил капитулировать вратаря Иржи Кралика. Спустя семь минут Евгений Зимин забросил вторую шайбу, а на 29-й минуте встречи Игорь Ромашин в третий раз поразил ворота гостей. В последнем периоде игра, практически, проходила в одни ворота. Юрий Шаталов, Владимир Локотко, Сергей Котов, Евгений Зимин — каждый из них забросил по одной шайбе. В итоге — убедительная победа со счётом 7:0 и по результатам двух встреч Кубок европейских чемпионов достался «Крыльям Советов».
Несмотря на очередные потери: перед началом сезона 1977/1978 в ЦСКА перешли Сергей Бабинов и Сергей Капустин, «Крылышки» уверенно продвигались по ступенькам турнирной таблицы. В команду вернулись отслужившие в рядах Советской Армии Виктор Кузнецов и Константин Климов, после года проведённого в Саратове, в клуб был возвращён Владимир Мышкин. Проведя сезон ровно, показывая неплохой хоккей, «Крылышки» завоевали бронзовые медали.
В следующем году, усилившись Александром Скворцовым, Михаилом Варнаковым, Владимиром Ковиным, Юрием Фёдоровым (все из — «Торпедо» Горький), Виктором Хатулевым («Динамо» Рига) и Сергеем Стариковым («Трактор»), клуб отправился в турне по Северной Америке.
| 31 декабря 1978      | \| Миннесота Норт Старз \| 5:8 \| Крылья Советов \| \| \| Голы \| Варнаков Скворцов Тюменев Ковин Ромашин Котов \| | Мэт сентер                                    |
| Миннесота Норт Старз | 5:8 | Крылья Советов                                |
|                      | Голы | Варнаков Скворцов Тюменев Ковин Ромашин Котов |

| 2 января 1979                                       | \| Филадельфия Флайерз \| 4:4 (1:0, 0:2, 3:1) \| Крылья Советов \| \| 17 1-0 Маклейш 48 2-3 Лич 58 3-4 Кларк 60 4-4 Кларк \| Голы \| 31 1-1 Кабанов 35 1-2 Ковин 47 1-3 Скворцов 52 2-4 Скворцов \| | Спектрум                                                    |
| Филадельфия Флайерз                                 | 4:4 (1:0, 0:2, 3:1) | Крылья Советов                                              |
| 17 1-0 Маклейш 48 2-3 Лич 58 3-4 Кларк 60 4-4 Кларк | Голы | 31 1-1 Кабанов 35 1-2 Ковин 47 1-3 Скворцов 52 2-4 Скворцов |

| 4 января 1979     | \| Детройт Ред Уингз \| 5:4 \| Крылья Советов \| \| \| Голы \| Скворцов Ромашин Стариков Варнаков \| | Джо Луис-арена                     |
| Детройт Ред Уингз | 5:4                                                                                                  | Крылья Советов                     |
|                   | Голы                                                                                                 | Скворцов Ромашин Стариков Варнаков |

| 9 января 1979   | \| Бостон Брюинз \| 1:4 (1:0, 0:2, 0:2) \| Крылья Советов \| \| 13 1-0 Миддлтон \| Голы \| 27 1-1 Варнаков 29 1-2 Хатулев 42 1-3 Варнаков 59 1-4 Скворцов \| | Бостон гарден                                                  |
| Бостон Брюинз   | 1:4 (1:0, 0:2, 0:2) | Крылья Советов                                                 |
| 13 1-0 Миддлтон | Голы | 27 1-1 Варнаков 29 1-2 Хатулев 42 1-3 Варнаков 59 1-4 Скворцов |

После окончания Суперсерии «Крылья Советов» сыграли с клубом АХЛ Нова Скотиа Вояджерс.
| 10 января 1979       | \| Нова Скотиа Вояджерс[англ.] \| 4:4 (1:1, 2:1, 1:2) \| Крылья Советов \| \| \| Голы \| Коротков Ковин Капустин Тюменев \| |                                 |
| Нова Скотиа Вояджерс | 4:4 (1:1, 2:1, 1:2) | Крылья Советов                  |
|                      | Голы | Коротков Ковин Капустин Тюменев |

В 1979 году «Крылья Советов» стали обладателями Кубка Шпенглера. В том же году Владимир Мышкин и Юрий Лебедев на чемпионате мира в Москве выиграли золотые награды чемпионов мира и Европы.
В сезоне 1980/81 «Крылья Советов» вместе с «Соколом», динамовцами Риги и горьковскими торпедовцами на финише первого этапа вели спор за право войти в шестёрку лучших, чтобы продолжить выступления с сильнейшими командами. Однако 45 очков, набранных командой, не хватило для выполнения этой задачи. В матчах переходного турнира командой руководил Валентин Григорьев, сменивший Игоря Тузика. Второй этап, игроки команды провели далеко не в полную силу, одержав всего лишь пять побед над командами первой лиги и в итоге откатились на 9-е место в чемпионате.
В 1981 году на чемпионате мира в Стокгольме 6-ю золотую медаль чемпиона мира завоевал Юрий Лебедев.

### 1983—1997 годы: эра Игоря Дмитриева
В начале 1980-х годов «Крылья» оказались в полосе кризиса. Поражения стали более частыми, чем победы, и, естественно, руководство клуба искало выход из сложившегося положения. В 1982 году новым главным тренером становится бывший игрок и капитан команды 40-летний Игорь Дмитриев. Был провозглашён курс на подготовку собственного резерва и комплектование состава выпускниками детско-юношеской хоккейной школы. В основном составе клуба появились Сергей Макаров, Сергей Пряхин, Сергей Немчинов, Игорь Расько, Сергей Харин, Юрий Хмылёв, Павел Кадыков, Олег Браташ, Евгений Штепа, Сергей Дроздов, Юрий Страхов, Евгений Чижмин.
В чемпионатах СССР 1982/83 и 1983/84 годов «Крылья Советов» финишировали на 7-м месте, в 1984/85 на предварительном этапе клуб занял 10-е место, одержав 6 побед в 22 матчах, и вынужден был отстаивать право играть в высшей лиге в переходном турнире.
Чемпионат СССР 1985/86 разыгрывался в два этапа. На первом этапе 12 клубов высшей лиги сыграли между собой в два круга. На втором этапе сильнейшие 10 команд в борьбе за чемпионский титул провели ещё по две игры между собой сохраняя набранные очки на первом этапе, а команды занявшие 11-е и 12-е места вместе с 6 сильнейшими командами первой лиги приняли участие в переходном турнире. В чемпионате «Крылья» выступали неровно, за победами следовали поражения, в итоге лишь 38 очков и 7-е место в турнирной таблице.
Перед сезоном 1986/87 изменения в команде были минимальные. В ленинградский СКА вернулся защитник Павел Черенков, в таллинский «Таллэкс» перешёл форвард Михаил Коршунов. Пополнили клуб вернувшийся из СКА МВО нападающий Павел Кадыков, перешедший за несколько дней до начала чемпионата нападающий Александр Кожевников из «Спартака» и группа молодых хоккеистов в числе которых были Игорь Борисков, Виктор Гордиюк, Игорь Есмантович. На старте сезона клуб одержал несколько побед подряд и в дальнейшем показывал хорошую игру. «Крылья Советов» набрали 42 очка и заняли 4-е место.
Сезон 1987/88 команда, в составе которой выделялись молодой вратарь Олег Браташ и нападающие Сергей Немчинов, Александр Кожевников и Юрий Хмылёв начала успешно и удерживала первую строчку до 10-го тура, когда в Сетуни ЦСКА нанёс «Крыльям» поражение 4:3, потеснив их с первого места. По итогам регулярного чемпионата первыми стали армейцы (27 очков), за ними расположились динамовцы Москвы (26 очков), третьими финишировали рижане (25 очков), а на четвёртом месте «Крылья Советов» (23 очка). Противостояние в полуфинале с ЦСКА получилось на редкость упорным. Во всех трёх встречах победитель определялся лишь в серии послематчевых буллитов. В первом случае точнее оказались «Крылья» (2:1), во втором — армейцы (3:1). Команда Игоря Дмитриева вела в счёте по ходу третьего матча и была в шаге, чтобы переиграть ЦСКА, но ничья в основное время (4:4), а в серии буллитов Владимир Крутов и Андрей Хомутов принесли ЦСКА выход в финал.
В феврале 1988 года на Олимпиаде в Калгари двукратным олимпийским чемпионом в составе советской сборной стал игрок «Крыльев» Александр Кожевников.
В сезоне 1988/1989 «Крылья Советов» периодически возглавляли таблицу чемпионата, завершив первый круг на третьем месте и делегировав на время новогодних праздников в ЦСКА Сергея Немчинова и Юрия Хмылева, для поездки за океан на серию товарищеских матчей с клубами НХЛ. После возобновления чемпионата команда завоевала бронзовые награды. Весной коллектив покинул капитан Сергей Пряхин, ставший первым советским хоккеистом, получившим разрешение играть в НХЛ, за «Калгари Флэймз». Чемпион в том сезоне определялся по итогам регулярного чемпионата, а после чемпионата мира в Швеции, на котором в составе сборной СССР Сергей Немчинов и Юрий Хмылёв выиграли золотые награды, клубы разыграли Кубок лиги. В полуфинале «Крылья Советов» оказались сильнее «Химика» (6:4, 2:1). В решающей серии преимущество «Крыльев» над «Динамо» не оставило сомнений (4:2, 4:1), и новый кубок отправился в Сетунь.
В сентябре 1989 года «Крылья Советов» принимали в Лужниках действующего обладателя Кубка Стэнли «Калгари Флэймз» в рамках суперсерии 1989 года. Основное время победителя не выявило, а в овертайме с передачи экс-капитана Крыльев Сергея Пряхина Дуг Гилмор установил окончательный счет матча 3:2 в пользу канадского клуба.
В декабре-январе 1989/90 клуб отправился в заокеанское турне.
| 26 декабря 1989                                                                         | \| Нью-Йорк Айлендерс \| 5 : 4 (2:1, 2:2, 1:1) \| Крылья Советов \| \| 9:41 1-0 Нортон 10:10 2-0 Керр 34:46 3-3 Лафонтэйн 36:27 4-3 Саттер 48:43 5-3 Лафонтэйн \| Голы \| 12:35 2-1 Хмылев 22:38 2-2 Золотов 30:23 2-3 Волков 54:17 5-4 Зайцев \| | Нассау Ветеран Мемориал Колизеум                                     |
| Нью-Йорк Айлендерс                                                                      | 5 : 4 (2:1, 2:2, 1:1) | Крылья Советов                                                       |
| 9:41 1-0 Нортон 10:10 2-0 Керр 34:46 3-3 Лафонтэйн 36:27 4-3 Саттер 48:43 5-3 Лафонтэйн | Голы | 12:35 2-1 Хмылев 22:38 2-2 Золотов 30:23 2-3 Волков 54:17 5-4 Зайцев |

| 27 декабря 1989                                                        | \| Хартфорд Уэйлерз \| 4 : 3 (1:1, 0:1, 2:1, 1:0) \| Крылья Советов \| \| 10:41 1-0 Вербик 43:40 2-2 Самуэльссон 55:53 3-3 Бабич 63:24 4-3 Динин \| Голы \| 14:44 1-1 Штепа 29:17 1-2 Штепа 51:00 2-3 Зайцев \| | Хартфорд Сивик Сентер                            |
| Хартфорд Уэйлерз                                                       | 4 : 3 (1:1, 0:1, 2:1, 1:0) | Крылья Советов                                   |
| 10:41 1-0 Вербик 43:40 2-2 Самуэльссон 55:53 3-3 Бабич 63:24 4-3 Динин | Голы | 14:44 1-1 Штепа 29:17 1-2 Штепа 51:00 2-3 Зайцев |

| 31 декабря 1989                                                       | \| Квебек Нордикс \| 4 : 4 (1:0, 2:3, 1:1, 0:0) \| Крылья Советов \| \| 12:48 1-0 Лоизелл 24:17 2-0 Лафлер 33:08 3-1 Сирелла 44:59 4-4 Фортье \| Голы \| 25:00 2-1 Штепа 34:06 3-2 Быковский 35:37 3-3 Хмылев 44:24 4-3 Макаров \| | Колизей Пепси                                                          |
| Квебек Нордикс                                                        | 4 : 4 (1:0, 2:3, 1:1, 0:0) | Крылья Советов                                                         |
| 12:48 1-0 Лоизелл 24:17 2-0 Лафлер 33:08 3-1 Сирелла 44:59 4-4 Фортье | Голы | 25:00 2-1 Штепа 34:06 3-2 Быковский 35:37 3-3 Хмылев 44:24 4-3 Макаров |

| 1 января 1990      | \| Нью-Йорк Рейнджерс \| 1 : 3 (1:1, 0:2, 0:0) \| Крылья Советов \| \| 03:52 1-0 Уилсон \| Голы \| 09:44 1-1 Макаров 27:12 1-2 Борисков 37:25 1-3 Хмылев \| | Медисон-сквер-гарден                                  |
| Нью-Йорк Рейнджерс | 1 : 3 (1:1, 0:2, 0:0) | Крылья Советов                                        |
| 03:52 1-0 Уилсон   | Голы | 09:44 1-1 Макаров 27:12 1-2 Борисков 37:25 1-3 Хмылев |

| 3 января 1990                   | \| Монреаль Канадиенс \| 2 : 1 (1:0, 1:0, 0:1) \| Крылья Советов \| \| 0:12 1-0 Куртнолл 29:30 2-0 Кин \| Голы \| 49:58 2-1 Хмылев \| | Форум            |
| Монреаль Канадиенс              | 2 : 1 (1:0, 1:0, 0:1) | Крылья Советов   |
| 0:12 1-0 Куртнолл 29:30 2-0 Кин | Голы | 49:58 2-1 Хмылев |

На следующий год «Миннесота Норт Старз» приедет в Москву и будет обыграна в Лужниках со счетом 3:2, это будет последний матч «Крылья Советов» с заокеанскими клубами.
В сезоне 1990/91 «Крылья Советов» завоевывают бронзовые медали.
В 1992 году на Олимпиаде в Альбервиле чемпионами в составе объединённой команды СНГ стали Дмитрий Миронов, Юрий Хмылёв и тренер Игорь Дмитриев.
В сезоне 1992/93 «Крылья Советов» заняли 3-е место в Межнациональной хоккейной лиге. Эта медаль стала последней в истории клуба.
В 1997 году команда потеряла главного спонсора ВИЛС, в том же году умер президент клуба Игорь Дмитриев.

### 1998—2008 годы: Балансирование между лигами
В сезоне 1997/1998 в клубе происходит тренерская чехарда. Ещё в августе 1996 года Игорь Дмитриев, решив сосредоточиться на президентской работе и работе в сборной, отдал бразды правления командой Александру Зарубину. Однако уже в сентябре 1996 главным тренером был назначен Сергей Котов. В октябре 1997 после серии поражений Сергея Котова сменяет Игорь Есмантович. Он тренировал клуб в течение двух недель, после чего ему на смену приходит Василий Спиридонов, с которым команда заканчивает сезон. Итог — 18 место в финальном этапе.
К новому сезону 1998/1999 команду вновь готовил Сергей Котов, осенью его сменил Фёдор Канарейкин. Руководили клубом президент Андрей Румянцев и председатель совета директоров Лазарь Шестаков.
В межсезонье впервые обострился конфликт между руководством хоккейного клуба и руководством завода ВИЛС. Летом 1998 года прошли первые судебные разбирательства на предмет собственности на дворец спорта. Перед матчем с «Динамо» 30 октября 1998 представители завода ВИЛС выставили свою охрану у дворца спорта, опечатали помещения и с судебными исполнителями начали вывозить мебель, но матч все же состоялся. Осенью 1998 учредители ЗАО ХК «Крылья Советов» провели собрание акционеров, назначив Игоря Есмантовича генеральным директором и сместив с должности Андрея Румянцева. Новым руководством клуба в арбитражном суде Москвы 1 декабря 1998 года с заводом ВИЛС было подписано соглашение, суть которого сводилась к следующему — «Крылья Советов» остаются в сетуньском дворце. Но финансовая ситуация в клубе усугублялась и в декабре главный тренер Фёдор Канарейкин и игроки команды пригрозили, что не выйдут на матч чемпионата России с питерским СКА из-за долгов по зарплате. После этого заявления Фёдора Канарейкина увольняют и на место главного тренера клуба заступил Василий Спиридонов. А из «Крыльев Советов» начался уход игроков — 12 человек основного состава в знак солидарности с тренером покинули команду. В январе 2007 года клуб провел активную селекционную работу, собрав по сути новый состав. Но под конец чемпионата финансовые проблемы вновь напомнили о себе. Заняв 17 место команда не попадает в плей-офф, а в переходном турнире за право остаться в Суперлиге «Крылья Советов» проигрывая всем подряд заняли последнее место. В мае 1999 года новым директором дворца спорта назначают Юрия Лебедева, а президент клуба Игорь Есмантович заявляет, что рынок во дворце спорта являлся единственным источником средств для команды и на проведение заключительного матча с «Химиком» денег нет. Клубу засчитывают техническое поражение. Итогом сезона стал первый в истории «Крылья Советов» вылет в Высшую лигу.
Летом в клубе произошла смена руководства. Юрий Лебедев получил пост президента ХК «Крылья Советов», главным тренером команды был назначен Вячеслав Анисин, а сама команда, вновь заручившись поддержкой завода, сменила название на «Крылья Советов — ВИЛС». Тем временем из прошлогоднего состава не осталось, по сути, никого — генеральный директор Игорь Есмантович, по словам Юрия Лебедева и Лазаря Шестакова, распродал всех, кого только было можно, при этом, в клуб по итогам этой деятельности не было передано ни копейки. В сезоне 1999/2000 команда заняла седьмое место в Западной зоне Высшей лиги и не попала в финальный этап соревнований. Главный тренер «Крылышек» Вячеслав Анисин в феврале был уволен а на его место был приглашен Фёдор Канарейкин. В высшем руководстве клуба также произошли перестановки, должность президента занял Евгений Янковский. Для команд не попавших по итогам чемпионата в переходный турнир за право сыграть в суперлиге был впервые организован кубок Федерации. В финале этого турнира клуб выиграл по сумме двух встреч у «Носты-Южный Урал» 3:6, 3:1 [буллиты 3:2] и завоевал трофей. (Победитель определялся по сумме очков, набранных дома и в гостях, а разница шайб не учитывалась. В случае равенства очков после основного времени второй встречи назначались дополнительные 10 минут до гола, а далее буллиты.)
Укрепив состав опытными хоккеистами перед сезоном 2000/2001, команде удалось хорошо стартовать в чемпионате. Однако в декабре произошла неожиданная смена главного тренера, вместо Фёдора Канарейкина был назначен Виктор Вахрушев. Сезон «Крылья Советов» завершили на втором месте в Западной зоне Высшей лиги завоевав путёвку в суперлигу.
В сезоне 2001/2002 «Крылья Советов» выступили удачно для дебютанта. Под руководством Сергея Котова, назначенного в октябре на должность главного тренера, клуб заняв 8-е место в регулярном чемпионате и уступил будущему чемпиону Локомотиву в 1/4 финала. Нападающий «Крылышек» Александр Фролов был признан лучшим новичком сезона.
Сразу после завершения предыдущего чемпионата клуб покинули многие ведущие игроки выступавшие в прошлом году, а пополнение команды было не столь солидным. Из-за неготовности УДС к проведению соревнований первый матч сезона с ЦСКА пришлось проводить в ледовом дворце Одинцово. Начали сезон 2002/2003 года «Крылья Советов» неплохо, закрепившись в середине турнирной таблицы, но потом потерпели семь поражений подряд и опустились в зону вылета. По итогам регулярного чемпионата команда заняла последнее место в чемпионате Суперлиги и вылетела в Высшую лигу. После завершения сезона ушёл в отставку главный тренер Сергей Котов.
Перед началом сезона 2003/2004 года, который клуб провёл в Высшей лиге, на место главного тренер назначают Вячеслава Анисина. Осенью 2003 года клуб неудачно стартовал и на место главного тренера был приглашен Андрей Пятанов. Команда под его руководством заняла 6-е место в Западной зоне Высшей лиги и уступила в 1/8 финала плей-офф «Трактору». В сезоне 2004/2005 года клуб занял 7-е место и уступил в 1/8 финала плей-офф «Амуру». После завершения чемпионата клуб покинул Андрей Пятанов, а профсоюзных хоккеистов возглавил Юрий Новиков.
Эти два сезона ушли на формирование костяка команды, состоявшего из молодых клубных воспитанников. В феврале 2005 года было учреждено некоммерческое партнёрство «Московский хоккейный клуб Крылья Советов», а президентом «Крылышек» стал Ралиф Сафин.
Несмотря на нестабильное финансирование в течение всего сезона 2005/2006 года клубу удалось решить задачу выхода в суперлигу. Заняв первое место в регулярном чемпионате Западной зоны Высшей лиги, в финале плей-офф «Крылья Советов» уступили «Трактору» заняв, таким образом, второе место, но этого было достаточно, чтобы шагнуть наверх.
Несмотря на финансовые проблемы, клуб сумел заявиться в чемпионат суперлиги 2006/2007. В декабре 2006 года из-за недостаточного финансирования клуб покинули лидеры команды. В январе 2007 был отправлен в отставку Юрий Новиков и на его место назначен Вячеслав Анисин. В феврале 2007 года игроки и сотрудники Дворца спорта объявили о забастовке, протестуя против невыплаты зарплаты в течение нескольких месяцев. «Крылышки» заканчивали чемпионат, играя вторым составом под руководством Алексея Ткачука; заняв последнее место, команда покинула суперлигу. Тогда же состоялось «антирекордное» поражение от Авангарда 1-17.
В июне 2007 года после очередного вылета в Высшую лигу в клубе в очередной раз меняется руководство, новым генеральным директором вместо Романа Хайретдинова стал Александр Третьяк. Тогда же регистрируется новая юридическая форма: вместо некоммерческого партнёрства «МХК „Крылья Советов“» было создано некоммерческое партнёрство ХК «Крылья Советов» и заключён новый договор аренды дворца спорта между руководством клуба и завода ВИЛС. Но осенью 2007 года вспыхнуло судебное разбирательство, иск ВИЛСа к клубу с требованием выселить их из здания дворца спорта на основании неуплаты за аренду. Дворец спорта посетила внеплановая пожарная инспекция и констатировала — в здании серьёзно нарушены нормы пожарной безопасности, на исправление всех недостатков было выделено 90 суток — срок до 10 января. 10 января 2007 Кунцевский районный суд запретил проводить матчи в УДС «Крылья Советов» из-за несоответствия арены нормам пожарной безопасности до первого марта. С января по март домашние встречи команда проводила на льду соперников. В Клину, Дмитрове, Рязани и Воскресенске были проведены «домашние» матчи против местных команд. В марте команда всё же вернулась на родной лёд.
Результаты команды в сезоне 2007/2008 годов были слабыми. Несмотря на сильный состав и неплохой старт, команда начала скатываться вниз. В октябре руководство увольняет Вячеслава Анисина и на его место назначают Илью Бякина. Задержки с выплатой зарплаты привели к тому, что выходить на лёд хоккеисты отказались, но тренировки не прекратили. С января до конца сезона команда выступала полудублирующим составом, всё-таки попав с восьмого места в плей-офф, где в первом же раунде уступила «Автомобилисту».

### 2009—2011 годы: Раскол. Воссоединение. Исключение из ВХЛ.
Летом 2008 года завод ВИЛС вернул себе дворец спорта, не став продлевать срок аренды ледовой арены с НП «ХК „Крылья Советов“». При поддержке завода ВИЛС в Сетуни был организован хоккейный клуб «МХК „Крылья Советов“», главным тренером которого стал Дмитрий Ерофеев. Александр Третьяк и возглавляемое им некоммерческое партнёрство ХК «Крылья Советов», переименованное позже в АНО ПХК «Крылья Советов», стали базироваться на МСА «Лужники».
Раскол сопровождался взаимными обвинениями, судебными разбирательствами о праве использования названия «Крылья Советов», переходами целых групп игроков после из одной команды в другую, неявкой команды, возглавляемой Александром Третьяком ПХК «Крылья Советов» на матчи в Сетунь с командой МХК «Крылья Советов» 6 и 7 октября 2008. Впоследствии команде Александра Третьяка было засчитано два технических поражения.
По итогам регулярного чемпионата Высшей лиги, в котором обе команды выступали в зоне «Запад», ПХК «Крылья Советов» заняла 10-е место и в плей-офф не попала. МХК «Крылья Советов» в феврале 2009 года возглавил новый главный тренер, Александр Савченков, под его руководством клуб занял 4-е место в регулярном чемпионате и дошёл до финала плей-офф, где уступил в противостоянии с «Югрой» из Ханты-Мансийска.
В сезоне 2009/2010 МХК «Крылья Советов» отказался от участия в Высшей лиге чемпионата России, но заявился в чемпионат МХЛ. Она победила в Западном дивизионе, а в 1/8 Кубка Харламова уступила «Кузнецким Медведям».
ПХК «Крылья Советов» переехали из МСА «Лужники» в подольский ЛДС «Витязь». Под руководством Алексея Касатонова, назначенного главным тренером, команда заняла 2-е место в регулярном чемпионате в зоне «Запад» Высшей лиги, но выбыла из борьбы в 1/8 финала, уступив «Титану» (Клин).
Летом 2010 года Высшая лига чемпионата России по хоккею с шайбой была реорганизована в Высшую хоккейную лигу (ВХЛ), в которую ПХК «Крылья Советов», не предоставив гарантии участия в чемпионате, не был принят. МХК «Крылья Советов» из-за недофинансирования в сезоне 2010/2011 и не собирался заявляться в МХЛ.
23 июля 2010 года, благодаря усилиям президента КХЛ Александра Медведева, состоялось юридическое объединение двух клубов в одну структуру. Главным тренером команды был назначен Андрей Кирдяшов. 12 августа правление ВХЛ приняло «Крылья Советов» в лигу. Команда мастеров в сезоне 2010/2011 выступала в Сетуни и именовалась «Крылья Советов» (Москва), в конференции «Запад» и в лиге она заняла 5-е место, а в плей-офф в упорной борьбе уступила ХК ВМФ из Санкт-Петербурга.
Молодёжная команда, переехав в Дмитров, под названием «Крылья Советов» (Дмитров) в сезоне 2010/2011 стала 4-й в дивизионе «Центр» МХЛ.
Летом 2011 года клуб не смог предоставить финансовые гарантии для участия в ВХЛ и был исключён из лиги Тогда же была расформирована молодёжная команда в Дмитрове; вместо неё 7 апреля 2012 года в состав участников Первенства МХЛ был принят воссозданный ХК «Дмитров».

### с 2016 года
4 марта 2016 года было подписано соглашение о сотрудничестве сроком на пять лет между Спортивным хоккейным клубом «Крылья Советов» и Публичным акционерным обществом Группа компаний «ТНС энерго». Юридическое лицо, от имени которого должна была выступать молодёжная команда «Крылья Советов», было «Объединённый хоккейный клуб „Крылья Советов“». Президентом клуба стал Алексей Морозов. 9 сентября команда под названием «Крылья советов» (Москва) сыграла первый матч в дивизионе «Запад» Молодёжной хоккейной лиги против ХК "Динамо" (Санкт-Петербург), который завершился со счётом 2-1 в пользу хозяев.
По итогам сезона 2016/2017 команда заняла лишь 14 место в Западной Конференции и не попала в плей-офф.
По итогам сезона 2017/2018 команда заняла 7 место в Западной Конференции и попала в плей-офф. Соперником стала команда «СКА-1946», которой «Крылья Советов» уступили в первом раунде со счетом 0-3 в серии (3-6; 2-4; 3-5).
По итогам сезона 2018/2019 команда заняла 9 место в Западной Конференции и не попала в плей-офф. Попадание команды в плей-офф зависело от результатов последних матчей регулярного чемпионата: за две игры до его окончания, команда отставала на 2 очка от восьмого места, которое занимал Хоккейный клуб "СКА-Варяги" (Санкт-Петербург). Для попадания в заветную восьмерку команде необходимо было набрать как минимум 3 очка в домашних матчах со Ступинским "Капитаном" и ожидать два поражения от Варягов, но, к сожалению для "крылышек", уже в первом домашнем матче они уступили со счётом 2-4 и лишились даже малейшего шанса на попадание в "кубковую весну".
Следующие два сезона "Крылья Советов" также были достаточно близки к выходу в "плей-офф" занимая в Западной конференции десятое и девятое места соответственно, причём в сезоне 2020/2021 команде не хватило всего лишь три очка, чтобы перегнать ХК "Атлант" (Мытищи), который стал восьмым.
Сезон 2021/2022 для "Крыльев" начался очень неприятно: после побед в двух стартовых матчах чемпионата над ХК "Динамо" (Санкт-Петербург) последовала серия из 7 поражений подряд, которые опустили команду на последнее, семнадцатое место в турнирной таблице. Однако, несмотря на такой крайне неудачный старт сезона, спустя 4 раунда, "Крыльям" во главе с тренером Александром Степановым, всё же удалось попасть в кубковую восьмёрку, заняв седьмое место, где соперником в первом раунде снова стал "СКА-1946". "Крылья Советов" в каждом матче упорно навязывали борьбу более опытному сопернику, но всё же уступили в серии со счётом 3-0 (4-5; 3-5; 1-2 ОТ).
Ввиду реорганизации схемы проведения чемпионата Молодёжной хоккейной лиги , а также обеспечения "Крыльями" седьмого места в Западной конференции, команда начнет сезон 2022/2023 в подгруппе "А" Западной конференции.

## Стадион
С момента своего основания «Крылья Советов» проводили домашние матчи на хоккейной коробке, устроенной у Восточной трибуны легендарного московского стадиона «Динамо». Там же проводили свои домашние матчи и остальные московские клубы. Отличительной чертой хоккея под открытым небом была чрезвычайно высокая посещаемость матчей, на ключевые игры нередко собирались по 20—30 тысяч человек. Но добиться высокого техничного мастерства на шероховатом естественном льду было нелегко, да и слишком суровая или, наоборот, очень мягкая зима то и дело вносила коррективы в календарь соревнований. Сильные морозы или обильные снегопады нередко заставляли арбитров проводить матчи в четыре периода по 15 минут, что было предусмотрено правилами. Весной, в период оттепелей, спортсменам приходилось играть ранним утром или поздним вечером, когда лед ещё держался.
В 1956 году были введёны в эксплуатацию открытый каток с искусственным льдом Сокольники и дворец спорта стадиона имени В. И. Ленина, в 60-е годы открылся спортивный дворец ЦСКА. Это позволило начинать чемпионаты Советского Союза по хоккею с шайбой в сентябре-октябре и заканчивать играть в апреле.
В 1961 году клуб перешёл в ведение 500-го завода и стал базироваться на стадионе «Красный Октябрь» в Тушино. На естественном льду этого стадиона «Крылья Советов» принимали соперников в 60-е годы.
В начале 70-х годов «Крылья Советов» поменяли владельца (им стал Всесоюзный институт лёгких сплавов) и стали базироваться на западе Москвы в Сетуни. Домашние матчи, в этот период в основном проводились во дворце спорта стадиона имени В. И. Ленина и спортивном дворце ЦСКА. Первый домашний матч в Сетуни «Крылья Советов» провели 03 февраля 1972 года против московского «Локомотива». Встреча прошла на искусственном льду открытого стадиона «Искра» и закончилась победой хозяев 3—2. После победы в чемпионате и Кубке СССР 1974 года были начаты работы по возведению домашней арены клуба. Сооружение ледового дворца шло медленными темпами и только 2 декабря 1980 года, матчем с уфимским «Салаватом Юлаевым», был торжественно открыт универсальный дворец спорта «Крылья Советов», который стал домашней ареной хоккейного клуба.
В 90-е годы клуб столкнулся с новыми экономическими реалиями. Работники дворца спорта сдали подтрибунные помещения бродячему цирку, приютив верблюдов и медведей и сорвав тем самым несколько тренировок команды мастеров. В дальнейшем руководство дворца спорта планировало приватизировать здание, угрожая забастовкой и голодовкой. Заводу ВИЛС удалось доказать, что он является владельцем дворца спорта и клуб продолжил выступления в Сетуни. В 1998 году впервые обострился конфликт между руководством хоккейного клуба и руководством завода ВИЛС, решившего отказаться от финансирования команды. Летом 1998 года прошли первые судебные разбирательства на предмет собственности на дворец спорта. Перед матчем с «Динамо» 30 октября 1998 года представители ВИЛС выставили свою охрану у дворца спорта, опечатали помещения и с судебными исполнителями начали вывозить мебель, но матч все же состоялся. 1 декабря 1998 года с заводом ВИЛС было подписано соглашение, согласно которому «Крылья Советов» продолжили выступления в сетуньском дворце спорта. Летом 1999 года, команда, вновь заручившись поддержкой завода, сменила название на «Крылья Советов — ВИЛС» и продолжила выступления во дворце спорта «Крылья Советов». В 2000 году должность президента клуба занял Евгений Янковский, которому удалось заключить договор аренды с ВИЛС.
В 2002 году из-за неготовности дворца спорта к проведению соревнований первый матч сезона с ЦСКА пришлось проводить в ледовом дворце Одинцово.
Осенью 2007 года началось судебное разбирательство, по иску ВИЛС к хоккейному клубу, с требованием о выселении из здания дворца спорта на основании неуплаты за аренду. 10 января 2007 года, Кунцевский районный суд запретил проводить матчи в УДС «Крылья Советов» из-за несоответствия арены нормам пожарной безопасности до первого марта 2007 года. С января по март, в ледовых дворцах Клина, Дмитрова, Рязани и Воскресенска были проведены «домашние» матчи против местных команд. В марте команда всё же вернулась на родной лёд.
Летом 2008 года ВИЛС не стал продлевать договор аренды ледовой арены с хоккейным клубом. В сезоне 2008/2009 годов заводом ВИЛС в Сетуни был организован хоккейный клуб МХК «Крылья Советов». ПХК «Крылья Советов», выселенные из универсального дворца спорта «Крылья Советов», стали принимать соперников на малой спортивной арене Лужников. В сезоне 2009/2010 годов ПХК «Крылья Советов» переехали из Лужников в подольский ледовый дворец «Витязь». В сезоне 2010/11 годов, после объединения МХК «Крылья Советов» и ПХК «Крылья Советов», домашние матчи проводились в Сетуни.

## Достижения

### Национальные чемпионаты
Чемпионат СССР по хоккею с шайбой / Межнациональная хоккейная лига
- Чемпион (2 раза): 1957, 1974.
- Серебряный призёр (4 раза): 1955, 1956, 1958, 1975.
- Бронзовый призёр (10 раз: 9/1): 1950, 1951, 1954, 1959, 1960, 1973, 1978, 1989, 1991, 1993.

Кубок СССР по хоккею с шайбой / Кубок Лиги
- Обладатель (3 раза: 2/1): 1951, 1974, 1989.
- Финалист (2 раза): 1952, 1954.

Чемпионат России (Западная зона, Высшая лига)
- Чемпион (1 раз): 2006.
- Серебряный призёр (2 раза): 2001, 2010.

Чемпионат МХЛ (Западная зона)
- Чемпион (1): 2009/2010

Кубок Братина
- Финалист (1): 2009.

Кубок Федерации
- Обладатель (1): 2000.

### Еврокубки
Кубок европейских чемпионов
- Обладатель (1): 1975.[130]

### Международные товарищеские турниры
Кубок Ахерна
- Обладатель (2): 1961, 1968.
- Финалист (1): 1959.

Кубок Бухареста
- Обладатель (1): 1964.

Кубок Звезд
- Обладатель (1): 1973.

Кубок провинции Онтарио
- Обладатель (1): 1974.

Кубок Шпенглера
- Обладатель (1): 1979.
- Финалист (1): 1987.

Кубок Комптуар Суисс
- Обладатель (1): 1985.

Кубок Вюрмберга
- Обладатель (1): 1987.

Кубок ВЦСПС
- Обладатель (2): 1984, 1988.

Чемпионат Москвы
- Чемпион (2): 2000, 2002.

Кубок Тампере
- Бронзовый призёр (1): 1990.

Кубок Республики Башкортостан
- Бронзовый призёр (1): 2000.

ПЕРВЕНСТВО РОССИИ СРЕДИ ЮНИОРОВ 
2023 – Чемпион России по ЮХЛ (2022/2023)

### Командные призы
- «Приз справедливой игры»: 1973/1974, 1990/1991.
- «Гроза авторитетов»: 1989/1990.

### Достижения игроков
- Лучшие бомбардиры сезона:

1948/1949 — Алексей Гурышев (29 шайб).

1954/1955 — Алексей Гурышев (41 шайба).

1955/1956 — Владимир Гребенников (46 шайб).

1956/1957 — Алексей Гурышев (32 шайбы).

1957/1958 — Алексей Гурышев (40 шайб).

1961/1962 — Евгений Грошев (38 шайб).

1973/1974 — Вячеслав Анисин 48 очков (22+26).
- Лучший снайпер сезона:

1995/1996 — Александр Королюк (30 шайб).
- Самая результативная тройка сезона (Приз «Три бомбардира» газеты «Труд»):

1973/1974 — Юрий Лебедев — Вячеслав Анисин — Александр Бодунов.
- Самый результативный защитник:

1991/1992 — Дмитрий Миронов.
- Игрок забросивший наибольшее количество хет-триков за сезон (Приз «Рыцарю атаки» журнала «Советский воин»):

1995/1996 — Александр Королюк.
- Лучший новичок сезона:

1994/1995 — Алексей Морозов.

2001/2002 — Александр Фролов.
- Член Зала славы ИИХФ:

Игорь Дмитриев.

## Главные тренеры
| Тренер                                 | Гражданство | Начало     | Конец      | Достижения |
| -------------------------------------- | ----------- | ---------- | ---------- | --- |
| Владимир Горохов                       | СССР        | 1947       | 1948       | |
| Владимир Егоров                        | СССР        | 1948       | 1961       | Чемпион СССР 1957 Серебряный призёр чемпионата СССР 1955, 1956, 1958 Бронзовый призёр чемпионата СССР 1950, 1951, 1954, 1959, 1960 Обладатель Кубка СССР 1951 Финалист Кубка СССР 1952, 1954 |
| Сергей Митин                           | СССР        | 1961       | 1964       | |
| Александр Виноградов                   | СССР        | 1964       | 1967       | |
| Владимир Егоров                        | СССР        | 1967       | 1970       | |
| Александр Прилепский                   | СССР        | 1970       | 1971       | |
| Борис Кулагин                          | СССР        | 01.04.1971 | 04.04.1976 | Чемпион СССР 1974 Серебряный призёр чемпионата СССР 1975 Бронзовый призёр чемпионата СССР 1973 Обладатель Кубка СССР 1974                                                                    |
| Игорь Тузик                            | СССР        | 04.04.1976 | 27.05.1981 | Обладатель Кубка европейских чемпионов 1977 Бронзовый призёр чемпионата СССР 1978 |
| Валентин Григорьев                     | СССР        | 01.06.1981 | 30.03.1982 | |
| Владимир Игошин                        | СССР        | 01.04.1982 | 15.07.1982 | |
| Игорь Дмитриев                         | СССР Россия | 15.07.1982 | 30.06.1996 | Обладатель Кубка Лиги 1989 Бронзовый призёр чемпионата СССР 1989, 1991 Полуфиналист(бронзовый призёр) кубка МХЛ 1993                                                                         |
| Александр Зарубин                      | Россия      | 30.06.1996 | 17.09.1996 | |
| Сергей Котов                           | Россия      | 17.09.1996 | 22.10.1997 | |
| Игорь Есмантович                       | Россия      | 22.10.1997 | 01.11.1997 | |
| Василий Спиридонов                     | Россия      | 01.11.1997 | 10.04.1998 | |
| Сергей Котов                           | Россия      | 1.06.1998  | 09.10.1998 | |
| Федор Канарейкин                       | Россия      | 09.10.1998 | 16.12.1998 | |
| Василий Спиридонов                     | Россия      | 16.12.1998 | 25.06.1999 | |
| Вячеслав Анисин                        | Россия      | 25.06.1999 | 09.02.2000 | |
| Виктор Вахрушев                        | Россия      | 09.02.2000 | 15.02.2000 | |
| Федор Канарейкин                       | Россия      | 15.02.2000 | 26.12.2000 | Обладатель Кубка Федерации 2000 |
| Виктор Вахрушев                        | Россия      | 26.12.2000 | 05.10.2001 | Серебряный призёр Высшей Лиги чемпионата России 2001 |
| Сергей Котов                           | Россия      | 05.10.2001 | 27.03.2003 | |
| Вячеслав Анисин                        | Россия      | 27.03.2003 | 14.10.2003 | |
| Андрей Пятанов                         | Россия      | 14.10.2003 | 03.05.2005 | |
| Юрий Новиков                           | Россия      | 03.05.2005 | 22.01.2007 | Финалист Кубка Высшей Лиги чемпионата России 2006 |
| Вячеслав Анисин                        | Россия      | 22.01.2007 | 28.02.2007 | |
| Алексей Ткачук                         | Россия      | 28.02.2007 | 17.06.2007 | |
| Вячеслав Анисин                        | Россия      | 17.06.2007 | 08.10.2007 | |
| Илья Бякин                             | Россия      | 08.10.2007 | 22.10.2008 | |
| Александр Семак                        | Россия      | 22.10.2008 | 13.11.2008 | |
| Владимир Крючков                       | Россия      | 13.11.2008 | 24.11.2008 | |
| Юрий Лебедев                           | Россия      | 24.11.2008 | 20.05.2009 | |
| Дмитрий Ерофеев МХК Крылья Советов     | Россия      | 15.07.2008 | 25.02.2009 | |
| Александр Савченков МХК Крылья Советов | Россия      | 25.02.2009 | 01.07.2009 | Финалист Кубка Братины 2009 |
| Алексей Касатонов ПХК Крылья Советов   | Россия      | 20.05.2009 | 30.03.2010 | |
| Андрей Кирдяшов                        | Россия      | 01.07.2010 | 08.11.2010 | |
| Александр Свилин                       | Россия      | 08.11.2010 | 19.01.2011 | |
| Дмитрий Гоголев                        | Россия      | 19.01.2011 | 30.06.2011 | |
| Юрий Страхов                           | Россия      | 01.07.2016 | 30.05.2018 | |
| Андрей Потайчук                        | Россия      | 01.07.2018 | 30.05.2019 | |
| Александр Трофимов                     | Россия      | 01.07.2019 | 25.05.2021 | |
| Александр Степанов                     | Россия      | 25.05.2021 | 15.8.2023  | |

## Известные игроки

### Именные флаги под сводами УДС «Крылья Советов»
Именные флаги следующих хоккеистов и тренеров подняты под своды УДС «Крылья Советов»:
| - № 14 Вячеслав Анисин — нападающий - № 16 Александр Бодунов — нападающий - № 9 Михаил Бычков — нападающий - № 5 Алексей Гурышев — нападающий - Игорь Ефимович Дмитриев — тренер - Владимир Кузьмич Егоров — тренер - № 1 Борис Запрягаев — вратарь - № 15 Сергей Капустин — нападающий - Борис Павлович Кулагин — тренер - № 2 Альфред Кучевский — защитник | - № 3 Анатолий Кострюков — защитник - № 17 Юрий Лебедев — нападающий - № 11 Сергей Пряхин— нападающий - № 7 Владимир Расько — нападающий - № 12 Владимир Репнёв — нападающий - № 22 Александр Сидельников — вратарь - № 4 Юрий Тюрин — защитник - № 12 Николай Хлыстов — нападающий - № 5 Юрий Шаталов — защитник - Александр Максимович Зарубин — нападающий, тренер |

### Олимпийские чемпионы
Следующие хоккеисты становились Олимпийскими чемпионами, являясь игроками «Крыльев Советов»:
- Алексей Гурышев — 1956
- Альфред Кучевский— 1956
- Николай Хлыстов — 1956
- Сергей Бабинов — 1976
- Сергей Капустин — 1976
- Александр Сидельников — 1976
- Александр Кожевников — 1988
- Дмитрий Миронов — 1992
- Юрий Хмылев — 1992

### Чемпионы мира
Следующие хоккеисты становились чемпионами мира, являясь игроками «Крыльев Советов»:
- Юрий Лебедев — 1973,1974,1975,1978,1979,1981
- Вячеслав Анисин — 1973,1974,1975
- Александр Бодунов — 1973,1974
- Алексей Гурышев — 1954, 1956
- Сергей Капустин — 1974,1975
- Альфред Кучевский — 1954, 1956
- Сергей Немчинов — 1989,1990
- Александр Сидельников — 1973,1974
- Николай Хлыстов — 1954, 1956
- Юрий Хмылев — 1986,1989
- Михаил Бычков — 1954
- Виктор Кузнецов — 1974
- Владимир Мышкин — 1979
- Владимир Репнев — 1974
- Юрий Тюрин — 1975
- Юрий Шаталов — 1974

### Чемпионы Европы
Следующие хоккеисты становились чемпионами Европы, являясь игроками «Крыльев Советов»:
- Юрий Лебедев — 1973,1974,1975,1978,1979,1981
- Алексей Гурышев — 1954, 1955, 1956, 1958, 1959
- Альфред Кучевский — 1954, 1955, 1956, 1958, 1960
- Николай Хлыстов — 1954, 1955, 1956, 1958
- Вячеслав Анисин — 1973,1974,1975
- Михаил Бычков — 1954, 1955, 1960
- Евгений Ёркин — 1958, 1959, 1960
- Сергей Немчинов — 1989, 1990, 1991
- Юрий Хмылев — 1986, 1987, 1989
- Александр Бодунов — 1973,1974
- Евгений Грошев — 1959, 1960
- Сергей Капустин — 1974,1975
- Виктор Пряжников — 1959, 1960
- Александр Сидельников — 1973,1974
- Владимир Гребенников — 1960
- Николай Карпов — 1960
- Виктор Кузнецов — 1974
- Дмитрий Миронов — 1991
- Владимир Мышкин — 1979
- Сергей Пряхин — 1987
- Владимир Репнев — 1974
- Юрий Тюрин — 1975
- Юрий Цицинов — 1960
- Юрий Шаталов — 1974

### Хоккеисты «Крыльев Советов» на крупных международных турнирах
| Турнир                              | Участники |
| ----------------------------------- | --- |
| Чемпионат мира 1954                 | Михаил Бычков Алексей Гурышев Альфред Кучевский Николай Хлыстов                                                                                             |
| Чемпионат мира 1955                 | Михаил Бычков Алексей Гурышев Альфред Кучевский Николай Хлыстов                                                                                             |
| Олимпийские игры 1956               | Алексей Гурышев Альфред Кучевский Николай Хлыстов |
| Чемпионат мира 1957                 | Владимир Гребенников Алексей Гурышев Николай Хлыстов |
| Чемпионат мира 1958                 | Алексей Гурышев Евгений Ёркин Альфред Кучевский Николай Хлыстов                                                                                             |
| Чемпионат мира 1959                 | Евгений Грошев Алексей Гурышев Евгений Ёркин Виктор Пряжников                                                                                               |
| Олимпийские игры 1960               | Михаил Бычков Владимир Гребенников Евгений Грошев Евгений Ёркин Николай Карпов Альфред Кучевский Виктор Пряжников Юрий Цицинов                              |
| Чемпионат мира 1972                 | Вячеслав Анисин |
| Суперсерия СССР — Канада (НХЛ) 1972 | Вячеслав Анисин Александр Бодунов Юрий Лебедев Александр Сидельников                                                                                        |
| Чемпионат мира 1973                 | Вячеслав Анисин Александр Бодунов Юрий Лебедев Александр Сидельников                                                                                        |
| Чемпионат мира 1974                 | Вячеслав Анисин Александр Бодунов Юрий Лебедев Сергей Капустин Виктор Кузнецов Владимир Репнёв Александр Сидельников Юрий Шаталов                           |
| Суперсерия СССР — Канада (ВХА) 1974 | Вячеслав Анисин Александр Бодунов Юрий Лебедев Сергей Капустин Константин Климов Сергей Котов Виктор Кузнецов Александр Сидельников Юрий Тюрин Юрий Шаталов |
| Чемпионат мира 1975                 | Вячеслав Анисин Сергей Капустин Юрий Лебедев Юрий Тюрин |
| Олимпийские игры 1976               | Сергей Бабинов Сергей Капустин Александр Сидельников |
| Чемпионат мира 1976                 | Сергей Бабинов Сергей Капустин Александр Сидельников |
| Кубок Канады 1976                   | Сергей Бабинов Сергей Капустин Юрий Лебедев Владимир Репнёв                                                                                                 |
| Чемпионат мира 1977                 | Сергей Бабинов Сергей Капустин |
| Чемпионат мира 1978                 | Юрий Лебедев |
| Кубок Вызова 1979                   | Владимир Мышкин Виктор Тюменев |
| Чемпионат мира 1979                 | Юрий Лебедев Владимир Мышкин |
| Олимпийские игры 1980               | Юрий Лебедев |
| Чемпионат мира 1981                 | Юрий Лебедев |
| Чемпионат мира 1986                 | Юрий Хмылев |
| Рандеву-87                          | Сергей Немчинов Сергей Пряхин Юрий Хмылев |
| Чемпионат мира 1987                 | Сергей Пряхин Юрий Хмылев |
| Кубок Канады 1987                   | Сергей Немчинов Сергей Пряхин Юрий Хмылев |
| Олимпийские игры 1988               | Александр Кожевников |
| Чемпионат мира 1989                 | Сергей Немчинов Юрий Хмылев |
| Чемпионат мира 1990                 | Сергей Немчинов |
| Чемпионат мира 1991                 | Дмитрий Миронов Сергей Немчинов |
| Кубок Канады 1991                   | Виктор Гордиюк Дмитрий Миронов |
| Олимпийские игры 1992               | Дмитрий Миронов Юрий Хмылев |
| Чемпионат мира 1992                 | Дмитрий Миронов Юрий Хмылев |
| Олимпийские игры 1994               | Алексей Кудашов |
| Чемпионат мира 1995                 | Андрей Скопинцев |
| Чемпионат мира 1996                 | Дмитрий Ерофеев |
| Чемпионат мира 1997                 | Алексей Морозов |
| Чемпионат мира 2001                 | Олег Микульчик Вячеслав Завальнюк Алексей Лазаренко Роман Сальников                                                                                         |
| Олимпийские игры 2002               | Александр Журик Роман Сальников |
| Чемпионат мира 2002                 | Антон Волченков |
| Чемпионат мира 2003                 | Сергей Соин Александр Макрицкий Роман Сальников |
| Олимпийские игры 2006               | Андрей Пчеляков Константин Шафранов |
| Чемпионат мира 2006                 | Андрей Пчеляков |
| Чемпионат мира 2010                 | Сергей Печура |
| Чемпионат мира 2011                 | Сергей Печура |